# Garupá
Garupá è una località nonché un municipio argentino della Provincia di Misiones, ubicato nel Dipartimento di Capital.